# شركة تاتش
شركة تاتش (علامة تجارية تسوق تحت اسم Touch) هي وكالة سعودية في مجال صناعة المحتوى والتسويق الإبداعي، تأسست عام 2019 بالرياض، حيث تعمل الشركة في التخطيط الإستراتيجي وصناعة الرسائل الإعلامية.

## نبذة
في خلال سنوات قليلة أثبتت شركة تاتش حضورها في السوق السعودي من خلال شراكاتها مع الجهات الحكومية من خلال صناعة المحتوى، مقدمة حزمة متكاملة من الخدمات تشمل صناعة المحتوى، وإدارة الحملات التسويقية والهويات والتخطيط الإتصالي والإنتاج الإعلامي وإدارة المراكز الإعلامية وغيرها من الخدمات.

## الإنجازات
قدمت شركة تاتش العديد من الإنجازات، حيث قامت بتنفيذ حملات ترويجية متكاملة مع وزارة الرياضة من ضمنها حملة الصاحب ساحب التي أبرزت أهمية الرياضة والرفيق الملهم، إضافة الى المساهمة في تعزيز حضور نادي الإبل عبر إدارة المراكز الإعلامية لمهرجان الملك عبد العزيز للإبل، وصياغة رسائل لصالح جود الإسكان من خلال حملة إكتتاب جود الإسكان، بالإضافة الى إنتاج محتوى مؤثر ضمن فعاليات وطنية مثل جائزة الملك عبد العزيز للجودة.
كما قادت الشركة حملة ويستمر التحول لصالح برنامج التحول الوطني، حيث سلطت الضوء على النجاحات التي تم تحقيقها ضمن رؤية المملكة، كما نفذت حملة بالكفاية تدوم مع الأمن الغذائي، والتي ركزت على رفع الوعي بقيمة الإستهلاك المسؤول.
في قطاع التعليم، أطلقت حملة فيها كيمياء لصالح موهبة بالتزامن مع إدارتها للمكز الإعلامي، كما ساهمت في تطوير محتوى نوعي ضمن فعاليات كبرى مثل الفورملا ون بمحتوى يحاكي روح السرعة والإثارة.

## وصلات خارجية
- الموقع الرسمي للشركة.